# Fiscalité du numérique
 (juillet 2012).
Le secteur du numérique et des télécommunications est l’un des principaux secteurs d'activité en France. Il représenterait 25 % de la croissance française sur les trois dernières années selon le Fonds stratégique d'investissement et d’après l’Agence française pour les investissements internationaux, les réseaux télécoms sont le premier critère d’attractivité de la France pour les investisseurs étrangers. C’est également un secteur qui connaît une dynamique régulière au niveau de la concurrence, dont le dernier épisode est l’arrivée de Free Mobile qui a contribué à prolonger la baisse des prix qui existe dans le secteur depuis 5 ans.
Comme d’autres secteurs, le numérique et les télécoms font l’objet d’une fiscalité particulière.

## Taxes et redevances actuelles
Acteurs du numérique, les opérateurs de télécommunications (SFR, Orange, Free et Bouygues Telecom) font l’objet d’une fiscalité spécifique. Ils sont soumis à la Taxe télécoms qui sert à financer la suppression de la publicité sur les chaînes de télévision publique. Les opérateurs sont également soumis à la taxe dite COSIP destinée à financer le Centre national du cinéma (CNC). À ceci se rajoutent les redevances de gestion (fréquences) et les impositions forfaitaires sur les entreprises de réseaux (IFER) antennes et cuivres.
Selon une étude du cabinet Arthur D. Little pour la Fédération française des télécoms, les taxes et redevances spécifiques versées par le secteur des télécoms représentaient 1,2 milliard d’euros par an en 2010.

## Taxe sur la publicité en ligne
La taxe sur les services de publicité en ligne est un projet de loi qui avait pour but de « rétablir la neutralité du marché publicitaire » selon le sénateur Philippe Marini. Préconisée dans le rapport de la commission Zelnik, elle consistait initialement à taxer à 1 % les régies publicitaires en ligne. La proposition de loi a finalement porté sur la taxation des annonceurs publicitaires (1 % du montant des achats de publicité en ligne). À ce titre l’appellation «Taxe Google », souvent employée, est erronée.
La taxe, telle qu'elle était définie, devait être mise en place au 1er janvier 2011. Elle a finalement été repoussée au 1er juillet 2011 avant d'être supprimée le 29 juillet 2011.

### Chronologie
- 22 novembre 2010 : Adoption du texte par les Sénateurs
- 15 décembre 2010 : Report de la date d’entrée en vigueur au 1er juillet 2011[4]
- 29 décembre 2010 : Institution de la taxe (Article 27 de la loi no 2010-1657 de finances pour 2011 et article 302 bis KI du code général des impôts)[5]
- 10 juin 2011 : Le Conseil national du numérique se déclare opposé à la taxe[6]
- 10 juin 2011 : Suppression de la taxe par l’Assemblée nationale[7]
- 15 juin 2011 : Amendement de Philippe Marini rétablissant la taxe[8]
- 22 juin 2011 : Retrait de l’amendement Marini[9]
- 29 juillet 2011 : Abrogation de la taxe (article 19 de la loi no 2011-900 de finances rectificative pour 2011)[10]

## La taxe sur la collecte dedonnées personnellesdans le rapport sur l'économie du numérique
Une fiscalité assise sur la collecte des données est envisagée en France dans le rapport sur l'économie du numérique, publié en janvier 2013 et rédigé par le conseiller d'État Pierre Collin et l'inspecteur des finances Nicolas Colin. Le rapport cite en introduction Jeff Bezos et Eric Schmidt proclamant leur fierté d'échapper à l'imposition et part du constat que "Les données sont la matière première dont l'économie numérique se nourrit. Elles ont une valeur particulière, mal appréhendée par les sciences économiques et les statistiques publiques" et que les données sont "surtout le fruit de la collaboration gratuite des internautes à la production des entreprises de l'économie numérique, que la fiscalité peine à prendre en compte".

Le rapport propose 

« d'instituer une fiscalité spécifique du type de la taxe générale sur les activités polluantes ou de la taxe carbone. Mais au lieu de s'appliquer aux émissions de gaz à effet de serre, cette fiscalité s'appliquerait aux pratiques de collecte, de gestion et d'exploitation commerciale de données personnelles issues d'utilisateurs localisés en France. Sa logique viserait à décourager par la taxation des pratiques «non-conformes» aux objectifs poursuivis et au contraire à encourager, par une réduction de l'imposition ou une exemption, les pratiques « conformes » à ces objectifs. »

La taxation repose sur trois principes : Un seuil minimal, un tarif unitaire par utilisateur et une base déclarative.

Enfin il conclut que 

« Le rattachement de ces données au territoire sur lequel est localisé l'utilisateur du service est indiscutable, surtout lorsqu'il s'agit de données personnelles. (...) L'objectif stratégique ayant guidé la rédaction du présent rapport est que la France recouvre un pouvoir d'imposer les bénéfices issus du travail gratuit des internautes localisés sur le territoire français. »

Dans le prolongement du rapport réalisé par Pierre Collin et Nicolas Colin le Conseil national du numérique s'est vu confier une mission sur ce sujet par la ministre chargée de l'économie numérique. L'avis du CNNum est centré sur les questions de fiscalité générale de la transformation numérique (impôt sur les sociétés, taxe sur la valeur ajoutée, fiscalité incitative sur l'exploitation des données personnelles, etc.). En complément le CNNum publie un rapport synthétisant les contributions des parties prenantes (recueillies lors de la concertation initiée par le CNN en mars 2013), notamment en termes de faisabilité des propositions de taxes avancées par différents acteurs durant la concertation, et proposant des pistes d'actions à envisager aux niveaux international, européen et national à court et moyen termes.

## État de la réflexion en 2012
Depuis, la réflexion avec l’ensemble des parties prenantes s’est poursuivie avec l’objectif de rétablir l’équité fiscale dans le secteur du numérique. Le premier forum parlementaire sur la fiscalité du numérique s’est tenu le 14 février 2012 au Sénat. L’objet de ce forum, parrainé par Philippe Marini, était de débattre d’une fiscalité incitative et équitable entre les acteurs d’Internet, qu’ils soient en France ou à l’étranger.
Ce dernier a, dans son discours d’ouverture, rappelé que la fiscalité du numérique n’avait pas pour objectif de créer de nouveaux impôts à la charge des internautes. Il a également déclaré que la question centrale était « dans un contexte de compétition fiscale, comment arriver à imposer les multinationales du numérique installées dans des pays plus avantageux ? ». Comme les opérateurs télécoms, les professionnels de la publicité et de la culture, Philippe Marini pense que cette nouvelle fiscalité du numérique devra inclure les géants mondiaux de l’Internet pour ne pas peser uniquement sur les acteurs français.
Philippe Marini a poursuivi, au cours du premier semestre 2012, un cycle d’auditions, de participation à de nombreux forums et de déplacements. Il a constaté que les phénomènes de distorsion de concurrence et les stratégies d’optimisation fiscale employées par les grands groupes de l’Internet, dans les secteurs notamment de la publicité en ligne et du commerce électronique, sont de plus en plus largement dénoncés parmi les acteurs et professionnels de l’économie numérique. Pour y remédier, il a présenté une feuille de route opérationnelle aux niveaux national, européen et international qui comprendrait trois objectifs :
1) à court terme, le niveau national au moyen d’une proposition de loi, qui sera déposée en juillet 2012, prévoyant un dispositif de déclaration fiscale applicable aux acteurs étrangers pour une série de taxations destinées à rétablir la neutralité et l’équité fiscale ;
2) à moyen terme, le niveau européen avec le raccourcissement du délai de basculement de la TVA sur les services électroniques vers le pays de consommation ;
3) à moyen et long termes, le niveau international avec la redéfinition des règles d’imposition des bénéfices.